# 鍾梅音
鍾梅音（1921年12月23日—1984年1月12日），筆名音、愛珈、綠詩。近代中文作家，祖籍福建上杭人。是中國婦女寫作協會會員。曾編輯《婦女月刊》，主編《大華晚報》副刊，擔任電視節目主持人。。

## 生平
- 1921年，生於北京。父親鍾之琪為福建上杭人。
- 1924年，感冒為醫所誤，轉為支氣管炎，最後成為終生所苦的喘病。
- 1929年，遷居南京。漢西門小學完成學業後入國立中央大學實驗中學。
- 1937年，考入五年制湖北藝專。
- 1938年，遷居漢口。因為武漢大撤退而未能進入湖北藝專就讀，又避難廣西。
- 1939年，入廣西大學文法學院法律系。
- 1942年，與余伯祺先生結婚，定居雲南省祥雲。
- 1943年，長子占正生於廣西桂林。
- 1947年，長女令怡生。
- 1948年，三月一日舉家遷居臺灣基隆，定居基隆。開始從事文學創作。
- 1949年，六月發表第一篇散文〈雞的故事〉於台北《中央日報》婦女週刊。
- 1951年，七月出版第一本散文集《冷泉心影》。
- 1952年，十月底起用筆名小芙、音，在《中央日報》撰寫「每週漫談」。
- 1955年，四月遷居臺北。六月次女令恬出生。
- 1956年，四月主編《婦友月刊》。
- 1957年，第一本短篇小說集《遲開的茉莉》出版。
- 1963年，九月主持台灣電視公司的「藝文夜談」節目，是第一位主持電視節目的女作家。
- 1964年，起隨丈夫余伯祺訪問多個國家。
- 1968年，五月出版與女兒合著的《我從白象王國來》。
- 1969年，五月移居泰國曼谷。九月出版兒童文學《到巴黎去玩兒》。
- 1971年，八月移民新加坡。
- 1974年，隨新加坡畫家陳文希習畫。
- 1976年，翻譯文學《亞洲民間故事》出版。
- 1977年，七月移居美國加州洛杉磯。
- 1980年，六月出版第十九本散文集《天堂歲月》。
- 1983年，五月十六日，發表最後一篇散文〈何處是歸程〉一文，於美國《世界日報》。
- 1984年，元月十二日，因併發症病逝台北縣林口長庚醫院。

## 作品

### 散文
- 《冷泉心影》，臺北：重光文藝出版社，1951年7月
- 《海濱隨筆》，臺北：大華晚報社，1954年11月
- 《母親的憶念》，臺北：復興書店，1954年4月
- 《小樓聽雨集》，臺北：大中國圖書公司，1958年6月
- 《塞上行》，臺中：光啟出版社，1964年2月
- 《十月小陽春》，臺北：文星書店，1964年4月
- 《海天遊蹤》，臺北：大中國圖書公司，1966年4月
- 《摘星文選》，臺北：三民書局，1966年10月
- 《我祇追求一個「圓」》，臺北：三民書局，1968年2月
- 《夢與希望》，臺北：三民書局，1969年2月
- 《風樓隨筆》，臺北：三民書局，1969年8月
- 《蘭苑隨筆》，臺北：三民書局，1971年6月
- 《啼笑人間》，香港：小草出版社，1972年11月
- 《春天是你們的》，臺北：三民書局，1973年3月
- 《旅人的故事》，臺北：大地出版社，1973年8月
- 《昨日在湄江》，臺北：小草出版社，1975年8月
- 《這就是春天》，臺北：皇冠出版社，1978年4月
- 《天堂歲月》，臺北：皇冠出版社，1980年6月

### 小說
- 《遲開的茉莉》(短篇小說集)，臺北：三民書局，1957年12月

### 兒童文學
- 《我從白象王國來》，臺北：大中國圖書公司，1968年5月
- 《到巴黎去玩》，臺北：臺灣省教育廳，1968年9月
- 《不知名的鳥兒》，臺北：臺灣省教育廳，1969年11月
- 《泰國見聞》，臺北：臺灣省教育廳，1971年10月

### 翻譯
- 《亞洲民間故事》，新加坡：聯邦，1976年3月